# Magnús Pétursson
Magnús Pétursson (* 14. September 1940 in Reykjavík) ist ein isländischer Phonetiker.

## Leben
Er legte die Thèse d’Université 1969 und Thèse d’État 1973 an der Universität Straßburg ab. Von 1974 bis 1983 war er wissenschaftlicher Assistent in Hamburg. Von 1983 bis 2005 lehrte er als Professor für Allgemeine angewandte Phonetik an der Universität Hamburg.

## Werke (Auswahl)
- Isländisch. Eine Übersicht über die moderne isländische Sprache mit einem kurzen Abriss der Geschichte und Literatur Islands. Buske, Hamburg 1978. ISBN 3-87118-319-9.
- Joachim Neppert, Magnús Pétursson: Elemente einer akustischen Phonetik. (1. Auflage als Manuskript gedruckt). Hamburg, 1984.
  - Neuauflagen, zuletzt: 3., durchgesehene Auflage. Buske, Hamburg 1992. ISBN 3-87548-027-9
- Lehrbuch der isländischen Sprache. Buske, Hamburg 1980. ISBN 3-87118-434-9.
  - Mehrere Neuauflagen, zuletzt: 7. Auflage, 2017. ISBN 978-3-87548-565-3.